# Tanzlinde (Langenstadt)

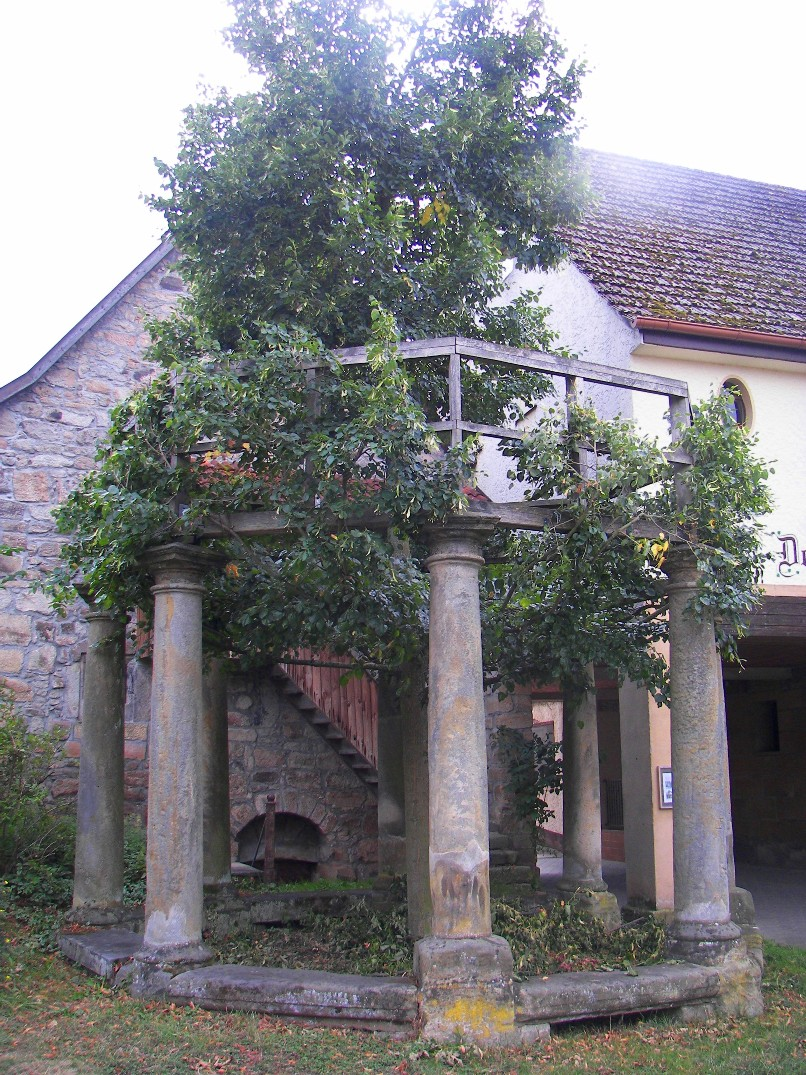
Tanzlinde in Langenstadt

Die Tanzlinde in Langenstadt ist eine Linde, die auf eine lange Tradition als Tanzlinde zurückblickt.

## Lage
Langenstadt ist ein Gemeindeteil der Gemeinde Neudrossenfeld im oberfränkischen Landkreis Kulmbach. Die Tanzlinde steht in der Ortsmitte, wo die Hauptstraße zur Pfarrkirche hin abzweigt. Das danebenstehende Tanzhaus mit dem sogenannten Alten Tanzsaal ist ebenso denkmalgeschützt wie das Fundament der Tanzlinde.

## Tanzlinde
Die Linde (eine Krim-Linde) wurde 1989 an historischer Stelle neu gepflanzt, der Vorgängerbaum fiel im selben Jahr einem Sturm zum Opfer. Denkmalgeschützt ist das Fundament des Tanzbodens aus acht toskanischen Säulen, enthalten mit der Inschrift „1784“. Im Jahr 2010 wurde der Tanzboden wieder aufgerichtet und zur Kirchweih getanzt. Der Tanzboden ist sowohl über einen Aufgang als auch über einen Steg vom Haus daneben erreichbar. Die Tradition der Tanzlinden lebt in der Region auch in Limmersdorf und Peesten fort. Seit 2012 verbindet die Tanzlinden-Dörfer ein Tanzlinden-Radrundweg mit einer Strecke von ca. 30 Kilometern.

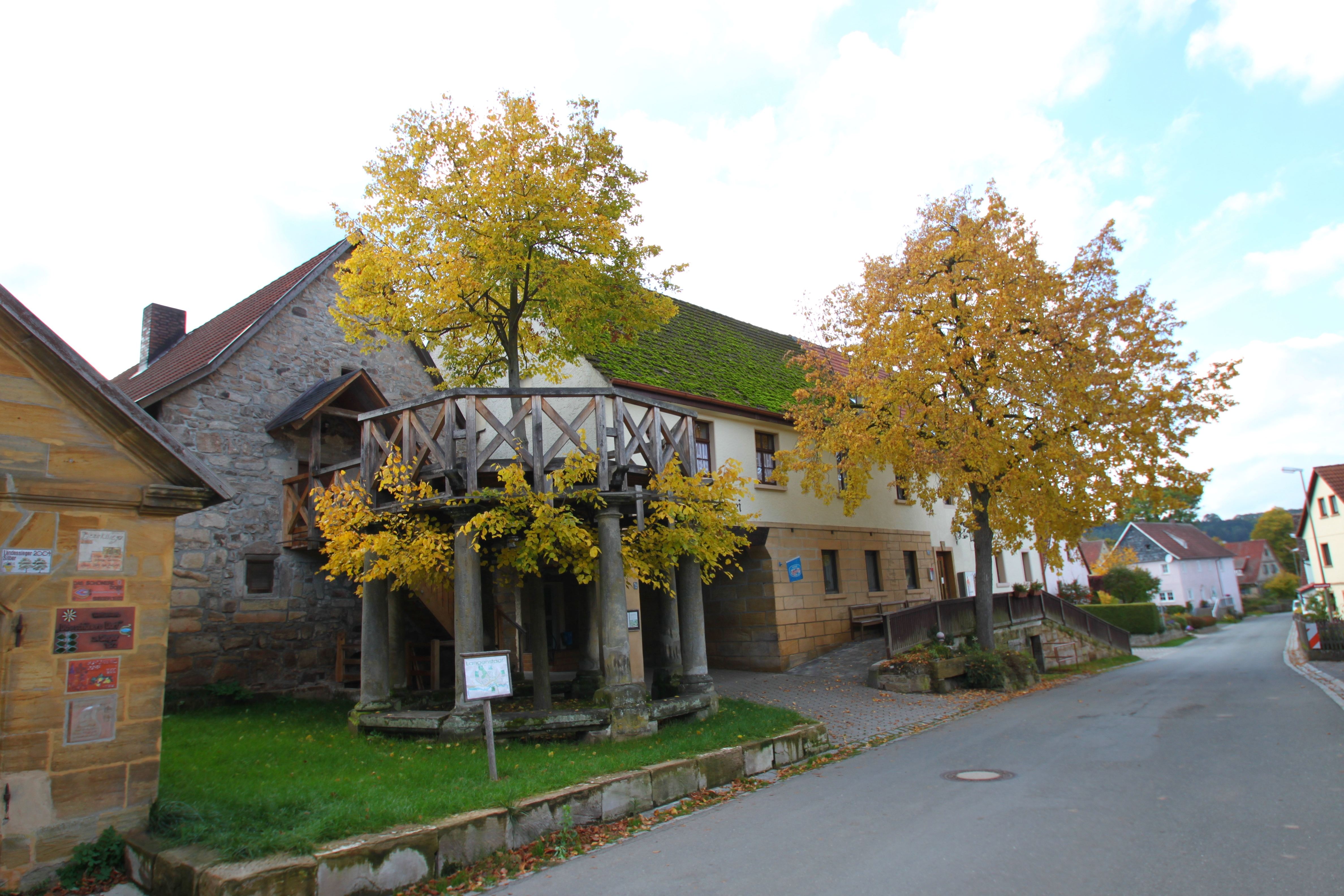
Gesamtansicht im Herbst
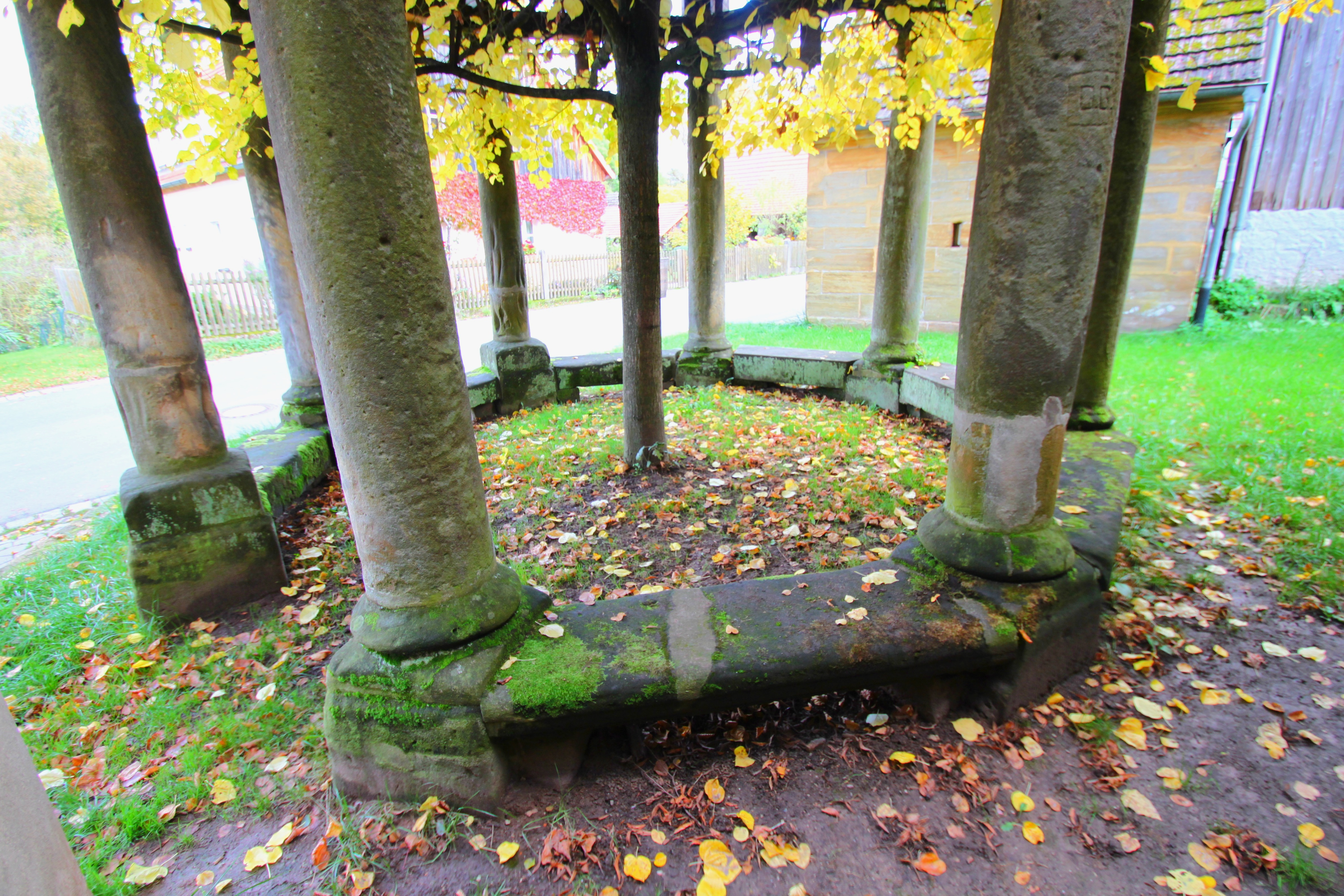
Denkmalgeschütztes Fundament